# Jup Weber
Jup Weber (n. 15 iunie 1950, Lëtzebuerg, Luxemburg – d. 8 octombrie 2021, Belgia) a fost un om politic luxemburghez, membru al Parlamentului European în perioada 1994-1999 din partea Luxemburgului.